# Tiziano Thomas Dossena
Tiziano Thomas Dossena es un literaro y ensayista italiano.

## Biografía
Nacido en Milán el 19 de septiembre de 1952, Tiziano Thomas Dossena se trasladó a Estados Unidos en 1968 y completó sus estudios en ese país, donde se graduó en Literatura italiana (Queens College, 1976), Ciencias Humanas (Regents College, 1977) Ciencias del Ambiente (Purchase College, 1992) e Ingeniería (New York City Technical College, 1995). 
Repatriado a Italia en 1978, Dossena se dedicó al teatro y la poesía, estudiando al mismo tiempo en la Facultad de Medicina. 
Director editorial de la revista L'Idea (Brooklyn, NY) y colaborador de la revista Bridge Apulia USA (Lecce), Tiziano Thomas Dossena ha representado a la comunidad italiana en el Gobierno italiano como Director (1998-2004) y Secretario (1998-2000) de Com.It.Es. (Comité de los Italianos en el Extranjero) en Nueva York y Connecticut. 
El escritor y crítico de arte dinámico de Milán, hijo del famoso artista Emilio Giuseppe Dossena, también ha contribuido a la revista electrónica Racconti e Letteratura, con una serie de artículos sobre la vida de los italianos en Nueva York. 
Miembro de la Academy of Science de Nueva York, Accademia Tiberina, la Accademia dei Bronzi de la Accademia Marconi, Haute Académie Française y la Académie des Marchés (Francia), el Grupo Literario de O'Jornal de Felgueiras (Portugal ) y el Order of Sons of Italy in América, Dossena es también Caballero de la Academia de la ciudad de Modica.

## Comentario de los críticos
- "Su poesía es vibrante, con ideales humanos y sentimientos que armonizan los altos ideales con la melodía del verso"[1]
- "Los poemas de Dossena respiran aire puro y el cielo azul infinito y mientras entrelazadas con un alto contenido social, la captura de las lágrimas de los hombres y la belleza del cosmos en una mezcla de ricas armonías"[2]
- "Su modelo de poesía se basa en la vivacidad de los sentimientos de juventud, así enmarcada estética y estructuralmente sólida, aunque admirable, audaz y tormentosa"[3]
- En cuanto a la historia de "El Filósofo", Renata Morresi escribió: "No te pierdas este pequeño culto: un eco-thriller  con acontecimientos de ficción política, escrito con un estilo apretado e incisivo, lleno de suspenso, y sobre todo ironía, ironía, ironía."[4]
- "Tiziano Thomas Dossena, que ha vivido durante años en los Estados Unidos, es el autor de ensayos interesantes y ganador, entre otras cosas, del primer premio de periodismo Emigrazione"[5]

## Premios
Dossena ha ganado muchos premios y registros de mérito, tanto en poesía y ficción, incluyendo el primer premio por el ensayo "De Finibus Terrae", el primer premio "Coppa del Mare" Premio de Narrativa Città di Modica, el primer premio para el periodismo "Emigrazione", el segundo premio "Voci Nostre" en la poesía, el segundo premio para el poema "Noi e Gli Altri" y el tercer premio de poesía en el Biennale Boniprati. Ganador del premio Globo Tricolore 2012.  Dossena también fue el ganador del prestigioso premio "Sons of Italy Literary" en 2019.

## Obra
Artículos, ensayos, poemas y entrevistas de Dossena fueron publicados en numerosas revistas y antologías en Italia, Francia, Grecia, Suiza y los Estados Unidos:

### Novela
- Caro Fantozzi (en italiano). Nueva York: Scriptum Press. diciembre de 2008. ISBN 978-0979521348.

### Otras
- Giovanna Ungaro, Leonardo Campanile, y Tiziano Thomas Dossena (noviembre de 2009). Puer Centum Annorum - Don Bruno Aloia (en italiano). Idea Publications. ISBN 978-0982537312.
- Caro Fantozzi (en italiano). New York: Scriptum Press, diciembre de 2008. ISBN 978-0-9795213-4-8.
- Leonardo Campanile, y Tiziano Thomas Dossena, Doña Flor, An Opera by van Westerhout, (en italiano e inglés) Idea Publications, New York, 2010  ISBN 978-0-9825373-2-9
- Tiziano Thomas Dossena Sunny Days and Sleepless Nights, (in Italian and English, Port St. Lucie, FL: Idea Press, Diciembre de 2016. ISBN 978-0-972124386
- Leonardo Campanile y Tiziano Thomas Dossena, "Fortunio (Rediscovered Opera Series)"  (en italiano e inglés), Port St. Lucie, FL: Idea Press, mayo de 2020. ISBN 978-1948651134
- Leonardo Campanile y Tiziano Thomas Dossena, "Colomba (Rediscovered Opera Series)"  (en italiano e inglés), Port St. Lucie, FL: Idea Press, mayo de 2020. ISBN 978-1948651158
- Leonardo Campanile y Tiziano Thomas Dossena, "Cimbelino (Rediscovered Opera Series)"  (en italiano e inglés), Port St. Lucie, FL: Idea Press, mayo de 2020. ISBN 978-1948651127
- Leonardo Campanile y Tiziano Thomas Dossena, "Doña Flor (Rediscovered Opera Series)"  (en italiano e inglés), Port St. Lucie, FL: Idea Press, mayo de 2020. ISBN 978-1948651141
- Tiziano Thomas Dossena y al, "A Feast of Narrative (Volume 1), An Anthology of Short stories and Creative Nonfiction by Italian American Writers" (en inglés), Port St. Lucie, FL: Idea Press, febrero de 2020. ISBN 979-8602026511
- Tiziano Thomas Dossena, "The World as an Impression: the Landscapes of Emilio Giuseppe Dossena" (en italiano e inglés), Port St. Lucie, FL: Idea Press, agosto de 2020. ISBN 978-1948651165
- Tiziano Thomas Dossena y al, "A Feast of Narrative (Volume 2), An Anthology of Short stories by Italian American Writers", (en inglés), Port St. Lucie, FL: Idea Press, septiembre de 2020. ISBN 978-1-948651-17-2
- Tiziano Thomas Dossena y al, "A Feast of Narrative (Volume 3), An Anthology of Short stories by Italian American Writers", (en inglés), Port St. Lucie, FL: Idea Press, noviembre de 2020. ISBN 978-1948651-18-9
- Federico Tosti, Poeta Antiregime, (in Italian), Port St. Lucie, FL: Idea Press, August 2021. ISBN 978-1948651271
- La Danza del Colore. La vita e le opere di Emilio Giuseppe Dossena, (in Italian), Port St. Lucie, FL: Idea Press, February 2023. ISBN 978-1948651424
- The Dance of Color. The Life and Works of Emilio Giuseppe Dossena, Port St. Lucie, FL: Idea Press, November 2023. ISBN 978-1948651493